# John Gelder
Pour les articles homonymes, voir Gelder.
John Gelder est un écrivain, éditeur, critique de langue française né le 11 novembre 1934 à Amsterdam et mort le 21 septembre 2021 à Paris. Il est le fondateur des maisons d'édition Paul Vermont (1976-1981) et Parc (1993).

## Biographie
Après une carrière de Jazzman à Bruxelles (1950-1962), et de publicitaire à Paris (1962-1981), John Gelder crée les éditions Parc en 1993, dans le prolongement des éditions Paul Vermont  dont il fut fondateur - en collaboration étroite avec les éditions Plasma (Pierre Drachline) -, et qu'animèrent notamment Daniel Mauroc et Jean-Claude Hache. Elles comptèrent dans leur catalogue des auteurs comme Jean-François Dupuis/Raoul Vaneigem (Histoire désinvolte du surréalisme), Claude Alexandre (Peaux d'hommes), Claude Maillard (Les Épaves), Julien Torma (Euphorismes), Philippe Mezescaze (Corps Océan), Yves Frémion, John-Emile Orcan, François Leperlier (en) ou encore Arkadi Arkanov
En 1995, en collaboration éditoriale étroite avec Fabrice Hadjadj, et les écrivains/essayistes Dominique Noguez, Michel Tibon-Cornillot, Michel Houellebecq, Pierre Mérot, Stéphane Zagdanski, Yannick Jaouen (l'ange à la scie) et les photographes Claude Alexandre et Élizabeth Prouvost, sort chez Parc le collectif Objet perdu (Idées - Fictions - Images), ouvrage de fonds, rompant avec le courant dominant à l'époque de l'art conceptuel, donc "retour sur le corps" et mise en garde contre la ruine possible des (bien ou mal) acquis de la civilisation occidentale, voire mondiale. Évolutionniste, "nietzschéen", John Gelder est en quête des  éléments mutationnels de l'espèce, et travaille sur des concepts anthropotechnologiques tels que "New Gender" (évolution sexuelle) et "Brainpeace" (évolution mentale et sémaphysiologique).
Il est l'auteur, notamment, de l'Extorsionnaire (éditions Paul Vermont), Facettes du désastre (éditions Jean-Michel Place, 1991), La Revanche du Néandertal ou l'Odyssée de l'espèce (Parc, 2001), Sucer le miel aux creux des pierres (Desnel, 2007) ; Il collabore chez Jean-Michel Place à la Revue d'esthétique de Mikel Dufrenne et Olivier Revault d'Allonnes de 1989 à 1992, au Bulletin du livre en Français (1991 à 1997, recensions anthropologiques) et à L'Aventure Humaine de Dominique Lecourt et Pascal Nouvel.
Parallèlement, il conçoit - pour le compte de la collection Usuels Le Robert - le Dictionnaire de Rimes et Assonances (illustré par 30000 citations de poèmes et chansons) d'Armel Louis, qui vit le jour en 1997.
En 2012 John Gelder publie, chez L’ Échappée Belle Édition, Less is too much? Vertige du vide chez Mies van der Rohe et prolégomènes insurrectionnels urbains, en collaboration avec l'architecte Benjamin Loiseau, et en 2014, Passage Verlaine, le principe de moindre résiste, aux éditions Forgeurs d'étoiles

## Publications
Sous le nom de John Emile Orcan
- L'Extorsionnaire, Paul Vermont, 1976
- Un voyageur solitaire est le diable, Paul Vermont, 1980
- L'Esprit des rats, Plasma, 1981
- Orgiophantes de la chambe du fond, Edition du Fourneau (Fornux), 1985

Sous le nom de John Gelder
- Facettes du désastre, Jean-Michel Place, 1991
- Procès, Parc, 1996[12]
- La Revanche du Néandertal, L'odyssée de l'espèce, Parc, 2001
- Quatrain des Cossuaires, (essai sur les Quatrains de May Livory) [13] Barde La Lézarde - Fol-Ivre, 2004
- Sucer le miel aux creux des pierres, Desnel, 2007
- Less is too much ? Vertige du vide chez Mies van der Rohe et prolégomènes insurrectionnels urbains, éd. L'Échappée belle, 2012, en collaboration avec l'architecte Benjamin Loiseau. Préface de Claude Parent[14]
- Passage Verlaine - le principe de moindre résistance, édition Forgeurs d'étoiles, 2014

Sous le nom de Arnaud (de) Gyl
- & la Danse, dans Revue d'esthétique, 1992
- Phylogenèse, dans le collectif Objet perdu (Idées - Fictions - Images), Parc, 1995

Sous le nom de Jacques Niesten
- Essais sur le matérialisme négatif chez Nietzsche, dans le collectif Objet perdu (Idées - Fictions - Images), Parc, 1995

## Autres publications, articles critiques, émissions
- Objet perdu, (Collectif), Lachenal, Parc, 1995
- La Main du singe, N° 3, [1991/2, Compact]
- L'Infini, Ph. Sollers, NRF n°52, (Collectif D. Noguez) [1995]
- L'Aventure Humaine, D. Lecourt, [essai, 1995]
- Revue d'esthétique, coordination  éditoriale et articles [1989 à1992]
- Bulletin critique du livre français, recension d'ouvrages: anthropologie, philosophie [1991 à 1997]
- Pylône, V. Colin, (littér 2004)
- L'Homme approximatif, (Bruno Lemoine & François Dominique) Félicité Mère (2014)

## Principaux articles & émissions
- Postface « Force facettes » de J-M Heimonet pour Facettes du désastre J-M Place (1991)[15]
- Préface de Dominique Noguez pour Facettes du désastre (1991)[16]
- Interview de John Gelder à France Culture[17], à la suite de la publication de Objet perdu (1995)
- « Turbulences » de Isabelle Dormion dans La revanche de Néandertal ou l'Odyssée de l'espèce, PARC (2001)
- Côté Jardin Émission RFO Tv sur Sucer le miel au creux des pierres (2007)[18]
- Article de Alexandre Cadet-Petit, sur Sucer le miel au creux des pierres (2007) [19]